# Thomas TJ Jackson
Thomas Jackson, född 1980. Sin karriär började han i det amerikanska laget Butler. Men 2003 blev han köpt av Sallén Basket där han snabbt gjorde succé. Han var en av de bästa spelarna i Sallén säsongen 03/04. Han var så bra att han blev köpt till den nederländska ligan. Men där stannade han till Sallénfansens stora förtjusning bara en säsong. Han återvände 2006 till Sallén Basket där han ännu en gång var en av de bästa spelarna. Den säsongen blev han uttagen till All-star laget. Efter den säsongen skrev han på för tre säsonger till. Säsongen 07/08 har han den högsta assistprocenten. Även 07/08 är han en av de mest värdefulla spelarna.